# Anna (Communauté valencienne)
Pour les articles homonymes, voir Anna.
Anna (en valencien et en castillan) est une commune de la province de Valence, dans la Communauté valencienne, en Espagne. Elle est située dans la comarque de la Canal de Navarrés et dans la zone à prédominance linguistique castillane. Sa population s'élevait à 2 640 habitants en 2013.

## Géographie

Localisation d'Anna
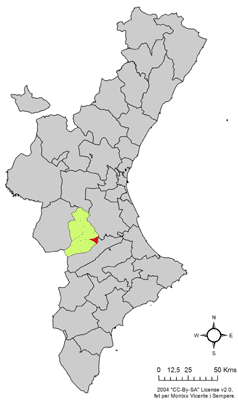
dans la Communauté valencienne.
dans la comarque de la Canal de Navarrés.

### Localités limitrophes
Le territoire municipal d'Anna est voisin de celui des communes suivantes :
Cotes, Chella, Enguera, Estubeny, Xàtiva, Llanera de Ranes et Sellent, toutes situées dans la province de Valence.

## Démographie
| 1990  | 1992  | 1994  | 1996  | 1998  | 2000  | 2002  | 2004  | 2005  | 2006  |
| ----- | ----- | ----- | ----- | ----- | ----- | ----- | ----- | ----- | ----- |
| 2 647 | 2 679 | 2 690 | 2 637 | 2 574 | 2 572 | 2 723 | 2 775 | 2 741 | 2 673 |

## Administration
Liste des maires, depuis les premières élections démocratiques.
| Législature | Nom du Maire                                          | Parti politique |
| ----------- | ----------------------------------------------------- | --------------- |
| 1979-1983   | José Roig Bellver                                     | PSPV-PSOE       |
| 1983-1987   | José Roig Bellver                                     | PSPV-PSOE       |
| 1987-1991   | José Roig Bellver                                     | PSPV-PSOE       |
| 1991-1995   | José Roig Bellver                                     | PSPV-PSOE       |
| 1995-1999   | Fernando Sarrión Ramos                                | PP              |
| 1999-2003   | Fernando Sarrión Ramos                                | PP              |
| 2003-2007   | Fernando Sarrión Ramos                                | PP              |
| 2007-2011   | Pilar T. Sarrión Ponce / José Pablo Aparicio Aparicio | PSPV-PSOE/Idean |
| 2011-2015   | Miguel Ramírez Roig                                   | PP              |
| 2015-2019   | Pilar Sarrión Ponce                                   | PSPV-PSOE       |
| 2019-2023   | Pilar Sarrión Ponce                                   | PSPV-PSOE       |
| 2023-       | Miguel Marín Beneyto                                  | PP              |

## Jumelage
- Notre-Dame-d'Oé (France) depuis 2005

### Sources
- (es) Cet article est partiellement ou en totalité issu de l’article de Wikipédia en espagnol intitulé « Alcácer » (voir la liste des auteurs).